# Luke Woolfenden
Luke Matthew Woolfenden (Ipswich, 21 ottobre 1998) è un calciatore inglese, difensore dell'Ipswich Town.

## Carriera
Cresciuto nel settore giovanile dell'Ipswich Town, dopo aver firmato i primi contratti professionistici con il club, il 22 dicembre 2017 passa in prestito mensile al Bromley, poi prolungato fino al mese di aprile.
Il 31 agosto 2018 si trasferisce allo Swindon Town; il 16 febbraio 2019 rinnova fino al 2022 con i Blues. Dopo essersi imposto come titolare nel ruolo, il 1º luglio 2020 prolunga fino al 2024; il 18 maggio 2022 rinnova fino al 2025.

## Statistiche

### Presenze e reti nei club
Statistiche aggiornate al 26 ottobre 2024.
| Stagione            | Squadra             | Campionato          | Campionato | Campionato | Coppe nazionali | Coppe nazionali | Coppe nazionali | Coppe continentali | Coppe continentali | Coppe continentali | Altre coppe | Altre coppe | Altre coppe | Totale | Totale |
| Stagione            | Squadra             | Comp                | Pres       | Reti       | Comp            | Pres            | Reti            | Comp               | Pres               | Reti               | Comp        | Pres        | Reti        | Pres   | Reti   |
| ------------------- | ------------------- | ------------------- | ---------- | ---------- | --------------- | --------------- | --------------- | ------------------ | ------------------ | ------------------ | ----------- | ----------- | ----------- | ------ | ------ |
| ago.-dic. 2017      | Ipswich Town        | FLC                 | 0          | 0          | FACup+CdL       | 0+2             | 0               | -                  | -                  | -                  | -           | -           | -           | 2      | 0      |
| dic. 2017-apr. 2018 | Bromley             | NL                  | 20         | 1          | FACup           | -               | -               | -                  | -                  | -                  | FAT         | 6           | 0           | 26     | 1      |
| apr.-giu. 2018      | Ipswich Town        | FLC                 | 2          | 0          | FACup+CdL       | -               | -               | -                  | -                  | -                  | -           | -           | -           | 2      | 0      |
| ago. 2018           | Ipswich Town        | FLC                 | 1          | 0          | FACup+CdL       | -               | -               | -                  | -                  | -                  | -           | -           | -           | 1      | 0      |
| ago. 2018-2019      | Swindon Town        | FL2                 | 32         | 2          | FACup+CdL       | 2+0             | 0               | -                  | -                  | -                  | EFLT        | 2           | 0           | 36     | 2      |
| 2019-2020           | Ipswich Town        | FL1                 | 31         | 1          | FACup+CdL       | 2+0             | 0               | -                  | -                  | -                  | EFLT        | 3           | 0           | 36     | 1      |
| 2020-2021           | Ipswich Town        | FL1                 | 25         | 1          | FACup+CdL       | 0+1             | 0               | -                  | -                  | -                  | EFLT        | 2           | 0           | 28     | 1      |
| 2021-2022           | Ipswich Town        | FL1                 | 31         | 0          | FACup+CdL       | 2+1             | 0               | -                  | -                  | -                  | EFLT        | 4           | 0           | 38     | 0      |
| 2022-2023           | Ipswich Town        | FL1                 | 41         | 2          | FACup+CdL       | 3+1             | 0               | -                  | -                  | -                  | EFLT        | 2           | 0           | 47     | 2      |
| 2023-2024           | Ipswich Town        | FLC                 | 41         | 1          | FACup+CdL       | 1+0             | 0               | -                  | -                  | -                  | -           | -           | -           | 42     | 1      |
| 2024-2025           | Ipswich Town        | PL                  | 5          | 0          | FACup+CdL       | 0+0             | 0               | -                  | -                  | -                  | -           | -           | -           | 5      | 0      |
| Totale Ipswich Town | Totale Ipswich Town | Totale Ipswich Town | 177        | 5          |                 | 13              | 0               |                    | -                  | -                  |             | 11          | 0           | 201    | 5      |
| Totale carriera     | Totale carriera     | Totale carriera     | 229        | 8          |                 | 15              | 0               |                    | -                  | -                  |             | 19          | 0           | 263    | 8      |